# 1991 v dopravě
Tento článek obsahuje seznam událostí souvisejících s dopravou, které proběhly roku 1991.

## Březen
- 1. března

 V Moskevském metru byl otevřen 8,5 km dlouhý úsek deváté linky mezi stanicemi Savjolovskaja a Otradnoje.

## Duben
- 12. dubna

 V Pchjongjangu zahajuje provoz tramvajová síť, jsou dodány tramvaje z Československa.
- 26. dubna

 Otevřen první úsek Jekatěrinburského metra (tehdy Sverdlovského).

## Červen
- 2. června

 Do Prahy přijel vlak EC 9 „Antonín Dvořák“ z Vídně. Tím byl na území Československa zahájen provoz vlaků EuroCity.
- 30. června

 Zahájen provoz na prvním úseku dálnice D3 na okrese Tábor u Čekanic. Úsek dlouhý 3,3 km tvoří v podstatě částečný severovýchodní obchvat Tábora.

## Červenec
- 11. července

 Zápisem do obchodního rejstříku byl zřízen Dopravní podnik hl. m. Prahy ve formě akciové společnosti.

## Listopad
- 4. listopadu

 Byla zastavena osobní doprava na úzkorozchodné dráze Racibórz – Gliwice.
- 20. listopadu

 Dálnice D1 dosáhla zprovozněním 6,1 km dlouhého úseku z Tučap okresního města Vyškova. 30. července následujícího roku byla poté prodloužena o další 3 km východně od města, kde byla vystavěna mimoúrovňová křižovatka s rychlostní komunikací na Olomouc.

## Prosinec
- 31. prosince

 Byla ukončena těžba a zpracování lupku v Mladějově na Moravě a tím i pravidelný provoz na zdejší úzkorozchodné průmyslové dráze.

## Neurčené datum
V Německu začínají v běžném provozu fungovat vysokorychlostní vlaky InterCityExpress.